# 電視劇10
「電視劇10」（日语：ドラマ10）是日本放送協會（NHK）於日本時間22點電視劇時段，別稱「10點劇場」。

## 節目概要
「電視劇10」內容主要圍繞女性議題，創作主題以「時事話題性且具有娛樂性」的作品，播出時間長度不等，短則2集(約一週)，長則20集(約5個月)皆有。 從1989年到1990年的晚間22點曾經播出過，在2010年3月30日「第八日的蟬」再度製播，播出時間為日本時間每周二晚間22:00至22:43(或是22:48)播出，在2016年4月15日作品「飛機雲~罪與戀~」之後，電視劇10時間更改為每周五晚間22:00播出。
「電視劇10」所指定女主角，通常為當時連續電視小說或NHK大河劇具有後續人氣的女主角或男女配角直接擔當，或是由NHK電視台遴選出當時具有實力的藝人演出。節目製作通常會以NHK東京總部和民間電視台或電影公司(如：東寶、東映)合作，除了東京以外，目前NHK大阪、名古屋、札幌分部皆曾製播過「電視劇10」。

## 歷年作品一覽
| 排序 | 日文原劇名 | 中文譯名                               | 播出日期起訖                  | 主演 | 合作演員 |
| ---- | ---------- | -------------------------------------- | ----------------------------- | --- | --- |
| 1    |            | 第八日的蟬                             | 2010年3月30日 2010年5月4日    | 檀麗 | 北乃紀伊 津田寬治 板谷由夏 |
| 2    |            | 離婚同居                               | 2010年5月18日 2010年6月15日   | 阿部貞夫 | 佐藤江梨子 北村燦來 卜字高雄 奧田惠梨華 |
| 3    |            | 天使的贈禮                             | 2010年7月6日 2010年8月3日     | 觀月亞里莎                                                                                                  | 友坂理惠 西原亞希 イッセー尾形 大瀧秀治 |
| 4    |            | 提早十年愛上你                         | 2010年8月31日 2010年10月5日   | 上戶彩 | 內野聖陽 劇團一人 木南晴夏 |
| 5    |            | 第二處女                               | 2010年10月12日 2010年12月14日 | 鈴木京香 | 深田恭子 長谷川博己 綾野剛 YOU |
| 6    |            | 贗品 京都美術事件繪卷                  | 2011年1月4日 2011年2月8日     | 財前直見 | 南野陽子 板谷周五郎 佐川滿男 |
| 7    |            | 四十九日的食譜                         | 2011年2月15日 2011年3月8日    | 和久井映見                                                                                                  | 伊東四朗 風吹純 德永繪里 |
| 8    |            | Madonna Verde                          | 2011年4月19日 2011年5月24日   | 松坂慶子 | 國仲涼子 片桐仁 南明奈 |
| 9    |            | 下流之宴                               | 2011年5月31日 2011年7月19日   | 黑木瞳 | 窪田正孝 美波 渡邊一惠 眞島秀和 |
| 10   |            | 胡桃之家                               | 2011年7月26日 2011年8月30日   | 松下奈緒 | 蟹江敬三 竹下景子 臼田麻美 瀨戶康史 井川遥 |
| 11   |            | Last money ～愛的價值～                | 2011年9月30日 2001年10月25日  | 伊藤英明 | 中丸雄一 田中哲司 駿河太郎 松重豐 田畑智子 高島禮子 |
| 12   |            | 他、丈夫、男友們                       | 2011年11月1日 2011年12月20日  | 真木陽子 | 木村多江 夏帆 高畑淳子 |
| 13   |            | 走在鋼索上的女人                       | 2012年1月24日 2012年2月28日   | 池脇千鶴 | 小澤征悅 高岡早紀 本田博太郎 田村亮 笹野高史 |
| 14   |            | 大地號角                               | 2012年3月13日 2012年3月20日   | 高良健吾 | 寺脇康文 蓮佛美沙子 杉本哲太 赤木春惠 柄本佑 古村比呂 |
| 15   |            | 開拓者們                               | 2012年4月3日 2012年5月8日     | 滿島光 | 石田卓也 綾野剛 山下莉緒 新井浩文 |
| 16   |            | 初戀                                   | 2012年5月22日 2012年7月17日   | 木村佳乃 | 伊原剛志 青木崇高 |
| 17   |            | 白色沙灘旁的鶴龜助產院                 | 2012年8月28日 2012年10月16日  | 仲里依紗 | 余貴美子 中尾明慶 |
| 18   |            | 單親媽媽                               | 2012年10月23日 2012年12月11日 | 澤口靖子 | 高畑淳子 北斗晶 忽那汐里 田島令子 ユージ |
| 19   |            | 陽光照耀之地                           | 2013年1月8日 2013年3月12日    | 上戶彩 飯島直子                                                                                             | 齋藤工 大東駿介 阿南健治 藤吉久美子 |
| 20   |            | 第二樂章                               | 2013年4月16日 2013年6月11日   | 羽田美智子                                                                                                  | 板谷由夏 谷原章介 |
| 21   |            | 激流～你還記得我嗎？～                 | 2013年6月25日 2013年8月13日   | 田中麗奈 | 桐谷健太 國仲涼子 友坂理惠 山本耕史 刈谷友衣子 |
| 22   |            | 玻璃之家                               | 2013年9月3日 2013年10月29日   | 井川遙 | 齋藤工 永山絢斗 |
| 23   |            | 深夜烘焙坊                             | 2013年11月5日 2013年12月24日  | 瀧澤秀明 | 桐山照史 土屋太鳳 |
| 24   |            | 紙之月                                 | 2014年1月7日 2014年2月4日     | 原田知世 | 水野真紀 西田尚美 |
| 25   |            | 陽光照耀之地特別篇                     | 2014年4月1日                  | 上戶彩 飯島直子                                                                                             | 齋藤工 |
| 26   |            | 無聲貧窮                               | 2014年4月8日 2014年6月3日     | 深田恭子 | 北村有起哉 櫻庭奈奈美 |
| 27   |            | Hard Nut！～數學女孩的戀愛事件簿～     | 2014年6月24日 2014年8月12日   | 橋本愛 | 高良健吾 矢島健一 波岡一喜 勝村政信 大河內浩 |
| 28   |            | 聖女                                   | 2014年8月19日 2014年10月7日   | 廣末涼子 | 永山絢斗 蓮佛美沙子 |
| 29   |            | 告別自己                               | 2014年10月14日 2014年12月9日  | 永作博美 | 石田百合子 佐藤仁美 藤木直人 |
| 30   |            | 全力離婚相談                           | 2015年1月6日 2015年2月17日    | 真矢美季 | 上地雄輔 竹富聖花 關惠美 |
| 31   |            | 美女與男子                             | 2015年4月14日 2015年8月25日   | 仲間由紀惠                                                                                                  | 町田啓太 瀨川亮 田島令子 德永繪里 |
| 32   |            | 訂作嬰兒                               | 2015年9月22日 2015年11月10日  | 黑木美沙 | 渡部篤郎 安達祐實 臼田麻美 渡邊大知 |
| 33   |            | 找我                                   | 2015年11月24日 2015年12月15日 | 瀧本美織 | 鈴木保奈美 溝端淳平 本田博太郎 古谷一行 |
| 34   |            | 遺憾的愛情                             | 2016年1月12日 2016年3月1日    | 田中麗奈 | 吉田榮作 秋吉久美子 水橋研二 緒形幹太 |
| 35   |            | 飛機雲～罪與戀～                       | 2016年4月15日 2016年6月10日   | 石田百合子                                                                                                  | 井浦新 原田泰造 櫻庭奈奈美 堀內敬子 野際陽子 |
| 36   |            | 水族館女孩                             | 2016年6月17日 2016年9月2日    | 松岡茉優 桐谷健太                                                                                           | 內田朝陽 足立梨花 木下鳳華 西田尚美 |
| 37   |            | 命運似的戀愛                           | 2016年9月23日 2016年11月11日  | 原田知世 齋藤工                                                                                             | 山口紗彌加 大後壽壽花 草笛光子 奧田瑛二 |
| 38   |            | Copy Face～已經消失的我～              | 2016年11月18日 2016年12月23日 | 栗山千明 | 佐藤隆太 玉置玲央 蘆名星 前田亞季 |
| 39   |            | 媽媽，不當您女兒可以嗎？               | 2017年1月13日 2017年3月3日    | 波瑠 | 柳樂優彌 麻生祐未 壇蜜 寺脇康文 齊藤由貴 |
| 40   |            | 椿文具店 ～鎌倉代筆物語～              | 2017年4月14日 2017年6月2日    | 多部未華子                                                                                                  | 高橋克典 上地雄輔 片瀨那奈 |
| 41   |            | 毛毯貓                                 | 2017年6月23日 2017年8月4日    | 西島秀俊 吉瀨美智子                                                                                         | 島崎遙香 唐田英里佳 酒井美紀 美保純 |
| 42   |            | 為你而聲                               | 2017年9月15日 2017年11月17日  | 竹野內豐 | 麻生久美子 米木拉 堀內敬子 |
| 43   |            | 街道小廠之女                           | 2017年11月24日 2017年12月29日 | 內山理名 | 永井大 柳澤慎吾 館廣 |
| 44   |            | 女子的生活                             | 2018年1月5日 2018年1月26日    | 志尊淳 | 町田啓太 玉井詩織 玄理 小芝風花 |
| 45   |            | 適婚女郎                               | 2018年4月20日 2018年6月22日   | 佐佐木希 | 夏菜 中川翔子 德永绘里 |
| 46   |            | 透明的搖籃                             | 2018年7月20日 2018年9月21日   | 清原果耶 | 瀨戶康史 水川麻美 酒井若菜 |
| 47   |            | 昭和元祿落語心中                       | 2018年10月12日 2018年12月14日 | 岡田將生 | 龍星涼 成海璃子 大政絢 山崎育三郎 |
| 48   |            | 特攝GAGAGA                             | 2019年1月18日 2019年3月1日    | 小芝風花 | 倉科佳奈 木南晴夏 森永悠希 本田剛文 武田玲奈 |
| 49   |            | Mistresses～女人們的秘密～             | 2019年4月19日 2019年6月14日   | 長谷川京子                                                                                                  | 玄理 大政絢 篠田麻里子 水野美紀 杉野遙亮 |
| 50   |            | 明察小會計                             | 2019年7月26日                 | 多部未華子                                                                                                  | 重岡大毅 伊藤沙莉 桐山漣 松井愛莉 片瀬那奈 |
| 51   |            | 事故調小姐                             | 2019年10月18日 2019年12月20日 | 松雪泰子 | 堀井新太 須藤理彩 高橋瑪莉潤 余貴美子 |
| 52   |            | 葉村晶～世上最衰的偵探～               | 2020年1月24日 2020年3月6日    | 宍戸佑名 | 間宮祥太朗 池田成志 津田寛治 中村梅雀 |
| 53   |            | 親愛的病人～病歷表的羈絆～             | 2020年7月17日 2020年9月18日   | 貫地谷栞 | 内田有紀 田中哲司 淺香航大 伊武雅刀 |
| 54   |            | Talio 代理復仇的兩人                   | 2020年10月9日 2020年11月20日  | 濱邊美波 岡田將生                                                                                           | 三浦涼介 伊藤步 伊武雅刀 中山忍 遠藤憲一 |
| 55   |            | 少年寅次郎SP                           | 2020年12月4日 2020年12月11日  | 井上真央 | 泉澤祐希 岸井雪乃 森七菜 岸谷五朗 石丸幹二 |
| 56   |            | Dream Team                             | 2021年1月22日 2021年3月12日   | 山口紗彌加 財前直見 櫻庭奈奈美                                                                              | 前川泰之 味方良介 伊武雅刀 余貴美子 村上新悟 |
| 57   |            | 70歲的初產                             | 2021年4月2日 2021年4月16日    | 小日向文世 竹下景子                                                                                         | 伊藤步 矢本悠馬 前田亞季 中村梅雀 臼田麻美 |
| 58   |            | 半徑5公尺                              | 2021年4月30日 2021年6月25日   | 芳根京子 | 永作博美 真飛聖 尾美利德 北村有起哉 毎熊克哉 |
| 59   |            | 奧莉佛是狗，（天哪！！）這傢伙         | 2021年9月17日 2021年10月1日   | 池松壯亮 | 小田切讓 永瀨正敏 麻生久美子 本田翼 永山瑛太 |
| 60   |            | 群青領域                               | 2021年10月15日 2021年12月24日 | 沈恩敬 | 若葉龍也 柿澤勇人 細田善彥 落合扶樹 板谷由夏 |
| 61   |            | 僕人大叔                               | 2022年1月7日 2022年3月25日    | 安田顯 | 白石聖 金子大地 矢作穂香 内藤秀一郎 池間夏海 長谷川朝晴 矢田亞希子                                                                                         |
| 62   |            | 正直不動產                             | 2022年4月5日 2022年6月7日     | 山下智久 | 福原遙 市原隼人 泉里香 倉科加奈 大地真央 長谷川忍 木下鳳華 高橋克典 草刈正雄                                                                               |
| 63   |            | Prism                                  | 2022年7月12日 2022年9月13日   | 杉咲花 | 藤原季節 森山未來 寬一郎 石井杏奈 吉田榮作 岡田義德 霧島麗香 小野莉奈 矢島健一 若村麻由美                                                                  |
| 64   |            | 奧莉佛是狗，（天哪！！）這傢伙 Season2 | 2022年9月20日 2022年10月4日   | 池松壯亮 | 小田切讓 |
| 65   |            | 配角人生                               | 2022年10月11日 2022年12月13日 | 仲野太賀 | 伊藤沙莉 草彅剛 |
| 66   |            | 大奧                                   | 2023年1月10日 2023年3月14日   | 【德川家光×万里小路有功篇】 福士蒼汰 【德川綱吉×右衛門佐篇】 仲里依紗 【8代・德川吉宗×水野祐之進篇】 富永愛 | 【德川家光×万里小路有功篇】 堀田真由 齊藤由貴 【德川綱吉×右衛門佐篇】 山本耕史 龍雷太 【8代・德川吉宗×水野祐之進篇】 中島裕翔 風間俊介 貫地谷栞 片岡愛之助 |
| 67   |            | 育休刑警                               | 2023年4月18日 2023年6月20日   | 金子大地 | 前田敦子 北乃綺 |
| 68   |            | 關於惡女                               | 2023年6月27日 2023年7月4日    | 田中美奈實                                                                                                  | 木龍麻生 吉澤悠 |
| 69   |            | 小靜和爸爸                             | 2023年7月25日 2023年9月12日   | 吉岡里帆 | 笑福亭鶴瓶 中島裕翔 |
| 70   |            | 滿天的終點                             | 2023年9月19日 2023年9月26日   | 櫻井由紀 | 加藤成亮 風吹純 柄本明 |
| 71   |            | 大奧 第二季                            | 2023年10月3日 2023年12月12日  | | |
| 72   |            | 正直不動產2                            | 2024年1月9日 2024年3月12日    | 山下智久 | 福原遙 市原隼人 泉里香 倉科加奈 大地真央 長谷川忍 藤岡靛 高橋克典 草刈正雄                                                                                 |
| 73   |            | 天使之耳〜交通警察之夜                 | 2024年4月2日 2024年4月23日    | 小芝風花 | 安田顯 檀麗 |
| 74   |            | 燕子未歸                               | 2024年4月30日 2024年7月2日    | 石橋靜河 | 稻垣吾郎 森崎溫 伊藤萬理華 朴璐美 富田靖子 戶次重幸 內田有紀 黑木瞳                                                                                        |
| 75   |            | 不是因為家人才愛，而是愛的是家人       | 2024年7月9日 2024年9月24日    | 河合優實 | 坂井真紀 吉田葵 福地桃子 奧野瑛太 林遣都 古館寬治 山田真步 錦戶亮 美保純                                                                                   |
| 76   |            | 宇宙漂浮教室                           | 2024年10月8日 2024年12月10日  | 窪田正孝 | 小林虎之介 伊東蒼 GOW 中村蒼 木村文乃 田中哲司 長谷川初範 尾形一成                                                                                         |
| 77   |            | 東京沙拉碗                             | 2025年1月7日 2025年3月4日     | 奈緒 松田龍平                                                                                               | 中村蒼 武田玲奈 中川大輔 關口Mandy 朝井大智 張翰 許莉廷 喬湲媛 阿部進之介 平原鐵 井本絢子 皆川猿時 三上博史                                                |
| 78   |            | 幸福就是吃飯睡覺等待                   | 2025年4月1日 2025年5月27日    | 櫻井由紀 | 加賀真理子 宮澤冰魚 |

## 外部連結
- NHK連續劇一覽（日語）